# Cataclysta ambahonalis
Cataclysta ambahonalis is een vlinder uit de familie grasmotten (Crambidae). De wetenschappelijke naam van deze soort is voor het eerst geldig gepubliceerd in 1954 door Hubert Marion.
De soort komt voor in Madagaskar.